# Koniuchy (obwód tarnopolski)
Koniuchy – wieś w rejonie tarnopolskim obwodu tarnopolskiego, założona w 1462 r. W II Rzeczypospolitej miejscowość była siedzibą gminy wiejskiej Koniuchy w powiecie brzeżańskim województwa tarnopolskiego. Wieś liczy 2600 mieszkańców. 
We wrześniu 1939 r. nacjonaliści ukraińscy z OUN przeprowadzili uderzenie na posterunek Policji Państwowej znajdujący się w Koniuchach, ostrzelali także oddział Wojska Polskiego, zabijając dwóch żołnierzy. Zamordowano również 4-osobową grupę uciekinierów, w tym burmistrza Jasła Władysława Dworkiewicza, oraz 7 Polaków i Żydów, wliczając mieszkańców wsi. W lutym 1940 NKWD zesłało na Syberię 56 rodzin (220 osób). W latach 1944–1945 członkowie UPA zamordowali kolejnych 20 Polaków.
W czasie okupacji niemieckiej mieszkająca we wsi ukraińska rodzina Serediuków (wzgl. Serdiuków) oraz Maria Leszczyszyn ukrywali Żyda Jakowa Kupferwassera. W 1995 roku Instytut Jad Waszem uhonorował za to Onufrija i Zofię Serediuków/Serdiuków oraz Marię Leszczyszyn tytułami Sprawiedliwych wśród Narodów Świata.

## Zabytki
- Zamek w Koniuchach, wybudowany w XVII w.[8]

## Urodzeni
- Miejsce urodzenia doktora prawa, pułkownika audytora Wojska Polskiego II Rzeczypospolitej, sędziego Najwyższego Sądu Wojskowego w Warszawie Jana Zygmunta Dąbrowskiego, oraz polskiego generała brygady i językoznawcy Józefa Mrozińskiego.